# Arentshof
L'Arentshof, dans la ville belge de Bruges, est un jardin adjacent à l'Arentshuis (bâtiment classique du XVIIIe siècle ayant appartenu à la famille Arents).
Il est situé dans le cœur historique de la ville, entre le musée Groeninge et le musée Gruuthuse. On y trouve l'ancienne remise à calèches, qui abrite désormais la boutique du musée.
Dans la partie principale de l'Arentshof se trouvent deux colonnes, provenant de l'ancienne Halle des Eaux (Waterhalle (nl)), bâtiment disparu qui se trouvait sur la Grand-Place. On y trouve également une œuvre d'art de Rik Poot (nl): les quatre cavaliers de l'Apocalypse ainsi qu'une « gloriette », peut-être le bâtiment original du XVIIIe siècle, hébergeant une statue représentant une dispute entre deux putti.

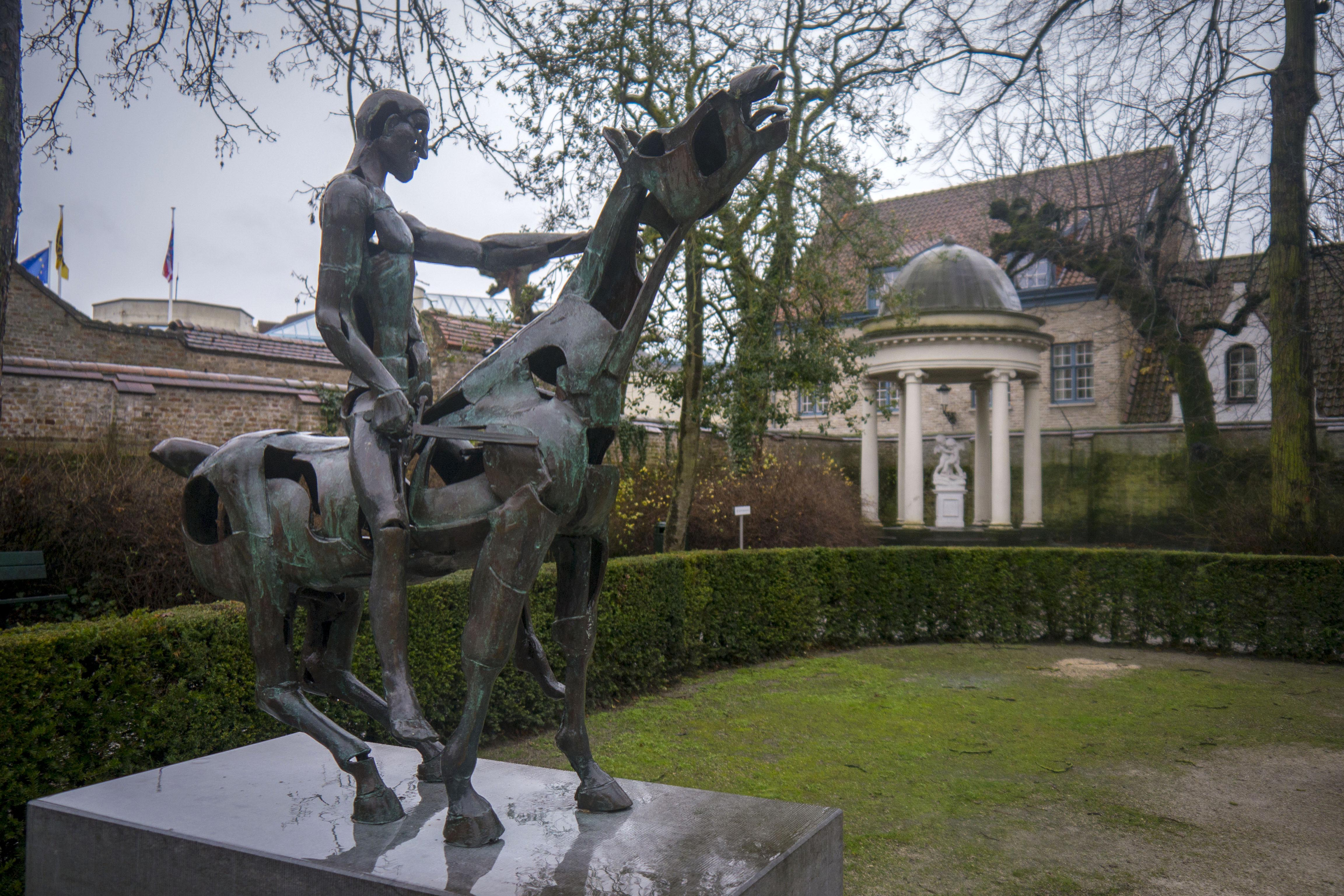
Statue en bronze d'un des Quatre Cavaliers de l'Apocalypse. En arrière plan, la gloriette et sa statue de putti.
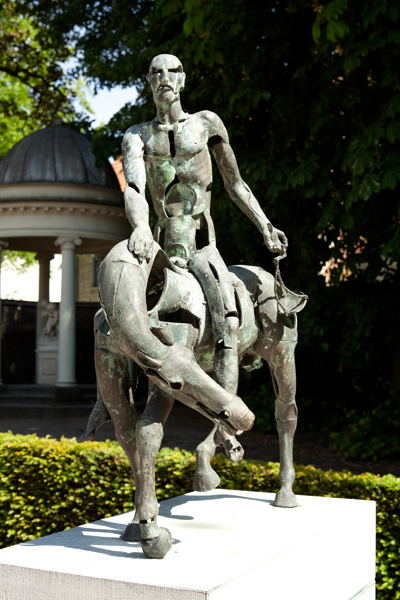
Statue en bronze d'un des Quatre Cavaliers de l'Apocalypse
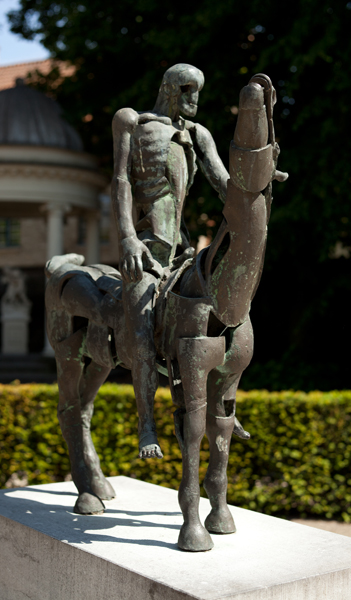
Statue en bronze d'un des Quatre Cavaliers de l'Apocalypse
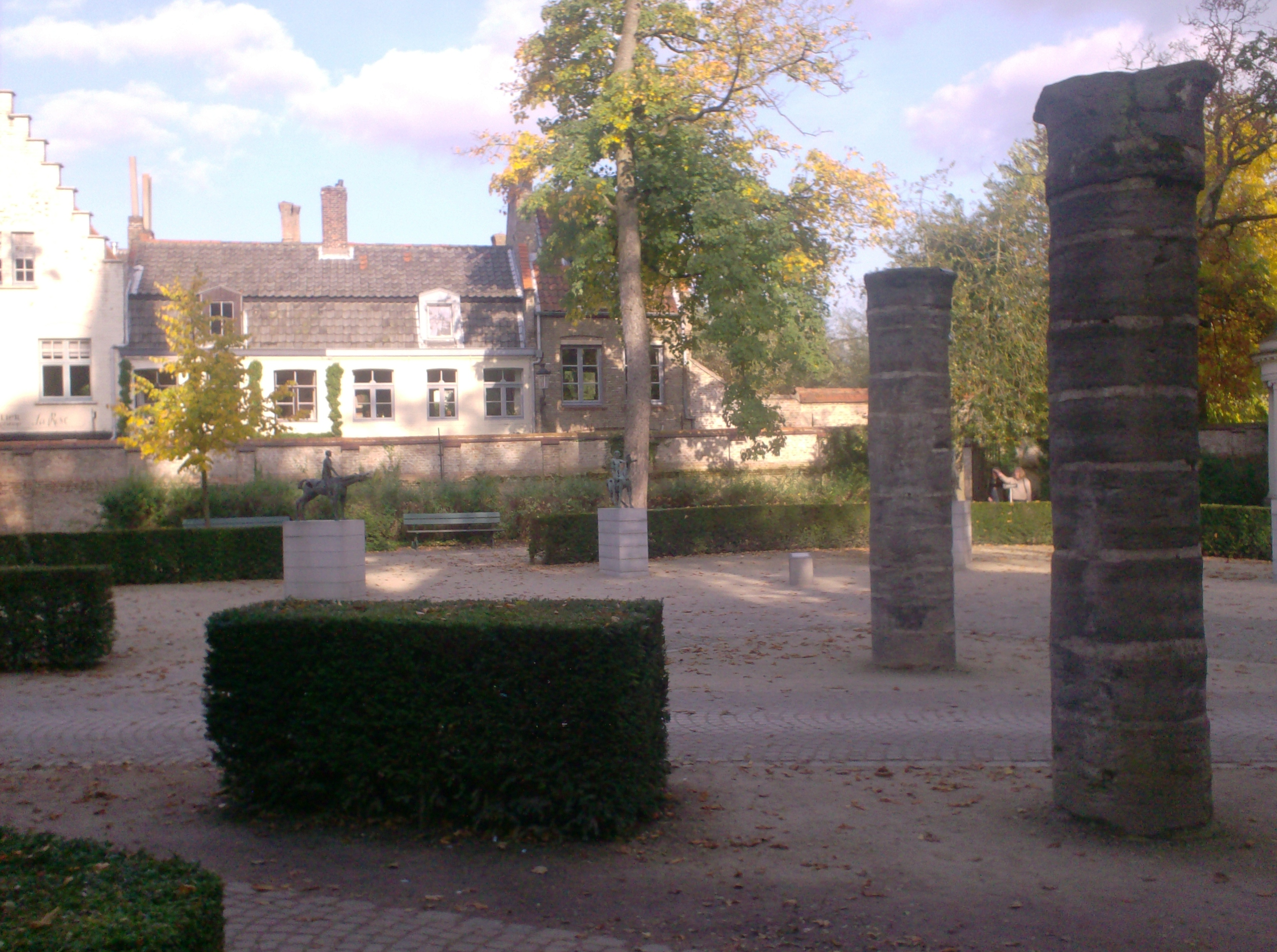
Colonnes provenant de l'ancienne Waterhalle (nl)

## Sources
1. 1 2 3  « Hof Arents », sur Visit Bruges (Ville de Bruges)
2. ↑  « Boutique du musée », sur Musea Brugge (consulté le 14 mars 2025)